# Піта суматранська
Піта суматранська (Erythropitta venusta) — вид горобцеподібних птахів родини пітових (Pittidae).

## Поширення
Ендемік індонезійського острова Суматра. Природним середовищем існування є субтропічні або тропічні вологі гірські ліси.

## Опис
Дрібний птах, завдовжки до 16 см, включаючи хвіст. Тіло масивне. Крила та хвіст короткі. Голова округла. Дзьоб довгий та міцний. У самця голова, шия, груди, спина, крила і хвіст чорнуваті з більш-менш помітними мідно-пурпуровими відтінками. Первинні махові пера мають яскраво-блакитну поперечну смугу. Подібна смуга є також за оком і до основи шиї. Живіт і підхвістя темно-червоно-помарнчевого кольору. Самиця має тьмяніший колір і каштаново-помарнчевий живіт. В обох статей дзьоб чорний, очі карі, а ноги тілесного кольору.

## Спосіб життя
Трапляється поодинці. Активний вдень. Птах проводить більшу частину дня, рухаючись у гущі підліску в пошуках поживи. Живиться дощовими хробаками та равликами, рідше комахами та іншими дрібними безхребетними. Розмноження цих птахів досі не було описано в природі, проте, вважається, що воно не суттєво відрізняється від того, що спостерігається в інших видів піт.